# Ferradasia musicola
Ferradasia musicola (лат.) — вид тромбидиформных водяных клещей, единственный в составе рода Ferradasia и семейства Ferradasiidae из надсемейства Hygrobatoidea (Parasitengona, Prostigmata). Южная Америка.

## Описание
Микроскопического размера клещи (около 1 мм). Самки с мембранозной задневентральной областью, парными генитальными пластинами и пятью спинными пластинами, гнатосома с длинными задними отростками, разделяющими медиальные края всех кокс. Самцы с полными спинными и брюшными щитками, гонопоры узкие и короткие, смещённые далеко вперёд, расположенные перед основанием гнатосомы. Оба пола: без гландуляриев на Cx-IV. Ac многочисленные; коксальное поле полностью разделено медиально, Cx-IV уменьшено, медиальный край уменьшен до медиальных углов, не достигая средней линии; нет железистых гландулириев на Cx-III или -IV; вставки IV-ног с выпячиваниями; P2 с дисто-вентральным выступом; плавательные щетинки отсутствуют; самец: полный дорсальный и вентральный щиток; Cx-III простирается далеко назад; гонопоры смещены далеко вперёд к основанию капитулума; самка: без дорсального и вентрального щитка, спина с пятью большими пластинами; Cx-III менее удлинён, чем у самца; капитулум кзади удлинён.  Гнатосома имаго с нехелатными пальпами; голени длиннее genua. Хелицеры 2-сегментные.

## Систематика
Вид Ferradasia musicola был впервые описан в 1980 году американским акарологом David R. Cook (1922—2020), выделен в отдельный род Ferradasia Cook, 1980 и семейство Ferradasiidae Cook, 1980.

## Распространение
Аргентина, Чили, Южная Америка.